# Тетрагонтриоктаедр
Дельтоїдальний ікосітетраедр, Тетрагонтриоктаедр (від «дельтоїд» та давньо-грец. εἴκοσι — «двадцять», τέτταρες — «чотири», ἕδρα — «грань»), також званий тетрагонтриоктаедром (від давньо-грец. τέτταρες — «чотири», γωνία — «кут», τρία — «три», οκτώ — «вісім» і ἕδρα — «грань»), — напівправильний багатогранник (каталанове тіло), двоїстий ромбокубооктаедр.
Складено з 24 однакових опуклих дельтоїдів.
Має 26 вершин. У 8 вершинах (розташованих так само, як вершини куба) сходяться по 3 грані своїми тупими кутами; у 6 вершинах (розташованих так само, як вершини октаедра) сходяться по 4 грані гострими кутами, протилежними тупому; в решті 12 вершин (розташованих так само, як вершини кубооктаедра) сходяться по 4 грані гострими кутами, сусідніми з тупим.

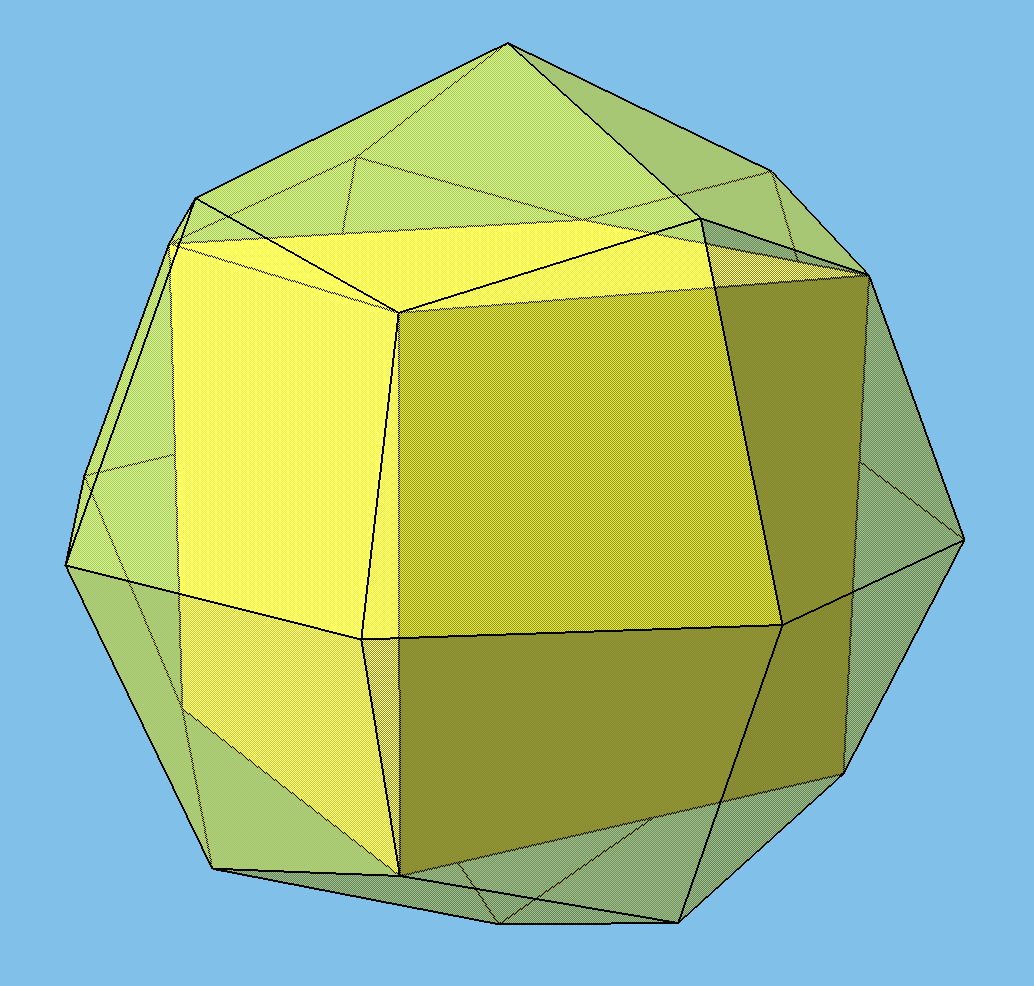
8 вершин розташовані так само, як вершини куба
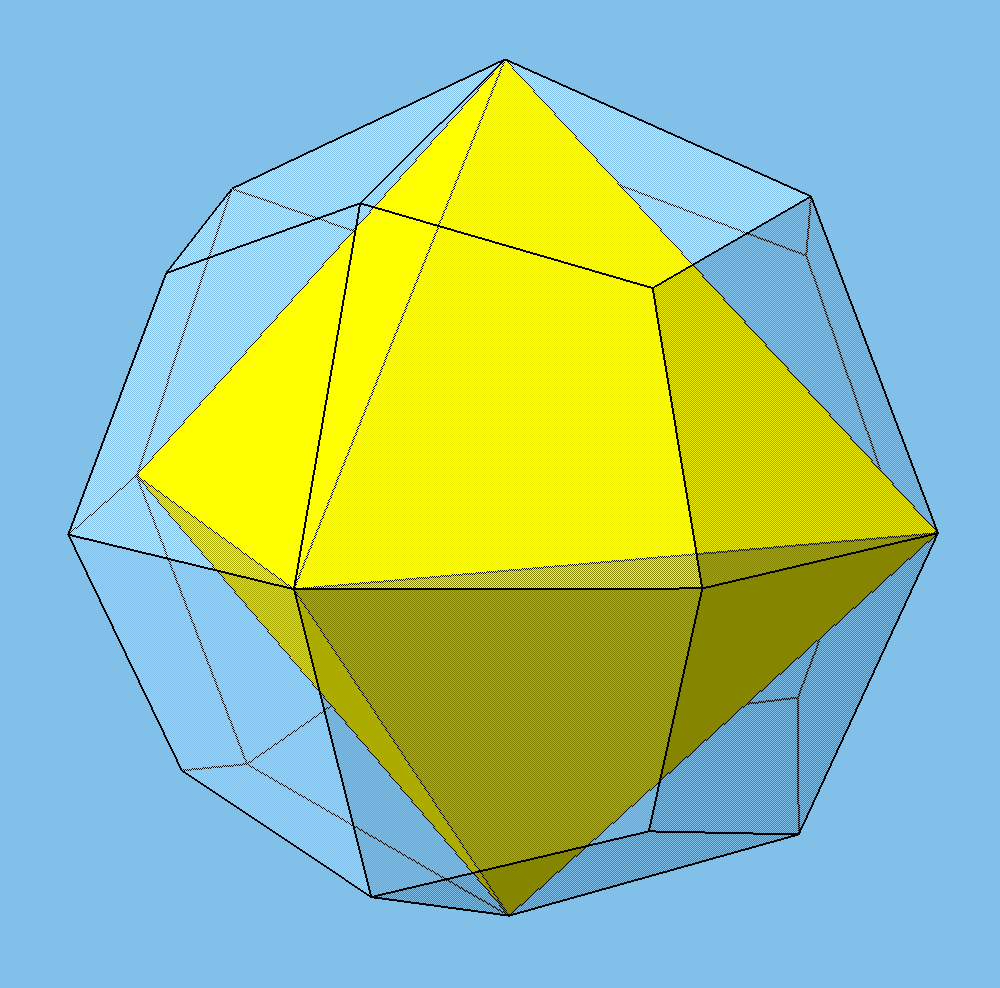
6 вершин розташовані так само, як вершини октаедра
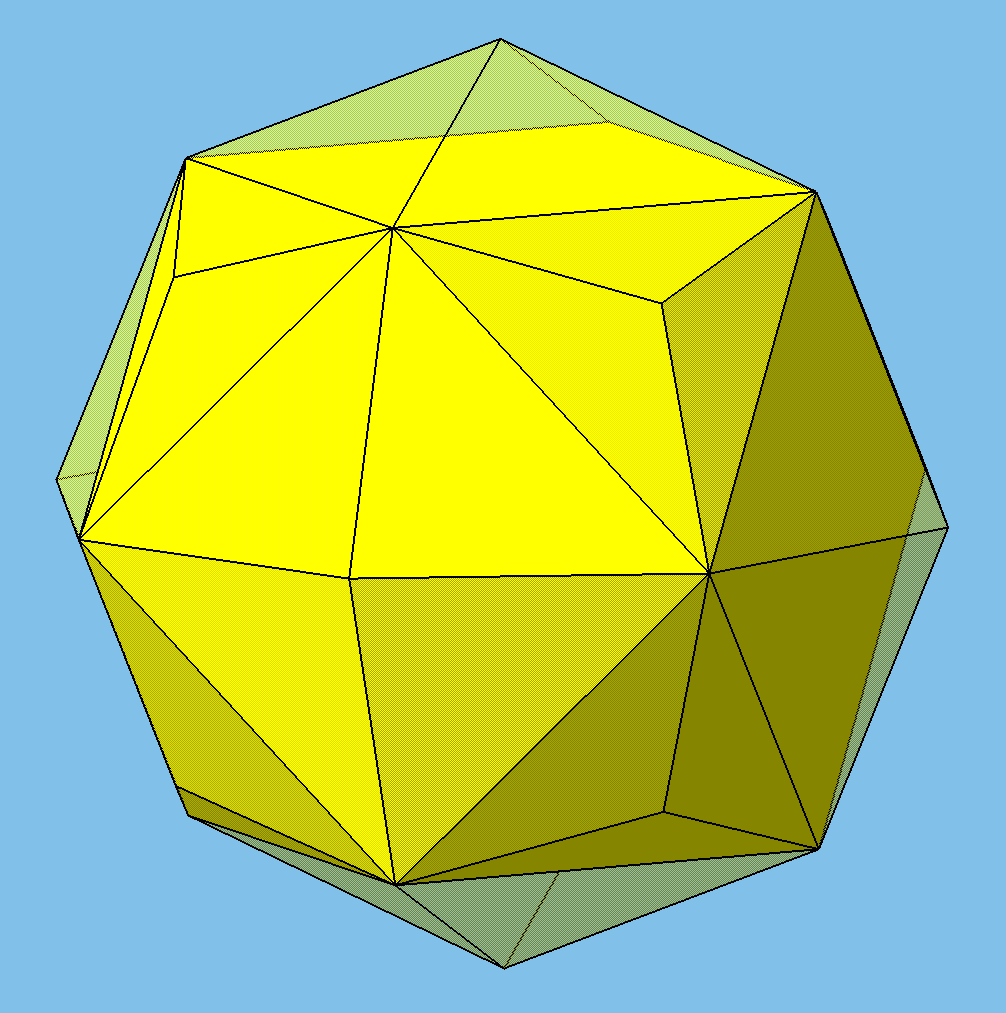
12 вершин розташовані так само, як вершини кубооктаедра